# Kranich (Zeulenroda-Triebes)
Kranich ist ein Weiler des Stadtteils Triebes von Zeulenroda-Triebes im Landkreis Greiz in Thüringen.

## Lage
Die  Alte Vogtländische Straße führte über den Weiler Kranich. Er befindet sich südwestlich von Triebes kurz vor der Weidatal-Vorsperre und nördlich von Weißendorf auf einem Plateau im Thüringer Schiefergebirge.

## Geschichte
Im Jahr 1711 wurde der Weiler erstmals urkundlich genannt. Im Weiler haben sich Gewerbe angesiedelt. Auf dem Gelände des ehemaligen Schützenhofes entwickelte sich eine Ausflugsgaststätte.